# Anna Dánská (1532–1585)
Princezna Anna Dánská (22. listopadu 1532, Haderslev, Dánsko – 1. října 1585, Drážďany), zvaná „Matka Anna“, byla rodem dánská princezna a sňatkem saská kurfiřtka.

## Biografie

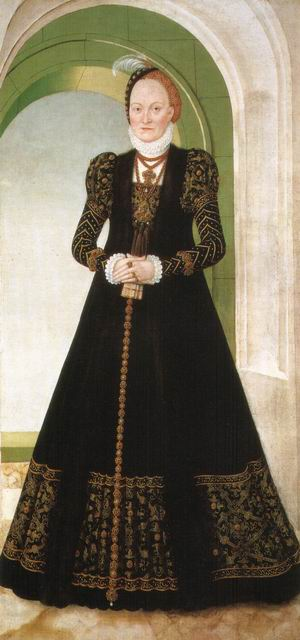
Princezna Anna Dánská na portrétu neznámého malíře

Narodila se jako nejstarší z pěti potomků dánského krále Kristiána III. a jeho manželky Dorotey Sasko-Lauenburské (1511–1571), dcery vévody Magnuse I. Sasko-Lauenburského. Od své matky se naučila předení, šití a vyšívání, sbírání léčivých bylin, vedení domácnosti a hospodářství.

### Manželství
V roce 1548 se v Torgau provdala za saského kurfiřta Augusta I. („Otec August“). Z manželství vzešlo 15 dětí, jedenáct z nich však zemřelo v útlém věku. Před každým porodem si uchystala rubáš, aby byl připraven pro případ neblahého konce. Sama prala a stloukala máslo, léčila svého manžela a pokoušela se získat vliv na státní obchod. Mezi dvorskými úředníky kolovaly pamflety o gynekokracii (nadvládě žen) na saském dvoře. Kurfiřt August se tak rozzuřil, že dokonce změnil i své vyznání: zatímco dříve náležel k augsburskému vyznání, stal se nyní ortodoxním luteránem.
Jeho kancléř Craco zemřel na mučidlech, filipistický lékař Peucer byl uvržen do vězení (byl přistižen, že v jednom dopise napsal pro Annu urážlivý výrok), jiní odešli do exilu. Na oslavu této události nechali luteráni razit medaili „na památku vítězství pravé víry nad rozumem“.
Anna byla velmi spokojená s tímto vývojem, neboť sama měla velmi blízko k ortodoxním luteránům. Její nevůli vyvolalo, když se její dcera Alžběta provdala za kalvinistu Jana Kasimira von der Pfalz-Simmern. Ten sice odpřisáhl, že mladá paní se nebude muset účastnit bohoslužeb jeho vyznání na jeho dvoře, což vedlo k jejich těžké manželské krizi a falckrabě nakonec zakázal manželce korespondenci s matkou; ženy si však dopisovaly tajně. Když Alžběta porodila mrtvé dítě, napsala matce, že je lepší, je-li dítě mrtvé, než aby se stalo kalvinistou.
"Matka Anna" se věnovala zemědělskému hospodářství na svých majetcích, zabývala se medicínou a farmacií (vynalezla proslulou žaludeční náplast, v roce 1581 založila drážďanskou dvorní apotéku, vynalezla oční vodu, protijed, pálila Aquavit atd.). V Annaburgu (malém městě, v roce 1573 přejmenovaném na její počest jejím jménem) nechala zřídit dvě laboratoře a sestavila knihu receptů.
Udržovala korespondenci s proslulými lékaři a vzdělávala dívky ve znalosti bylin. Starala se o běžence, těhotné a nemocné. Založila kostel sv. Anny v Drážďanech, kde jí byl v roce 1869 postaven památník.

### Smrt
Anna zemřela 1. října roku 1585 v Drážďanech na mor.

## Potomci
- Johann Heinrich († 1550), kurprinc saský
- Eleonore (2. května 1551 – 24. dubna 1553)
- Alžběta (18. října 1552 – 2. dubna 1590), ⚭ 1570 Jan Kazimír Falcko-Simmernský (7. března 1543 – 16. ledna 1592)
- Alexandr (21. února 1554 – 8. října 1565), saský kurprinc
- Magnus (24. září 1555 – 6. listopadu 1558)
- Joachim (3. května 1557 – 21. listopadu 1557)
- Hektor (7. října 1558 – 4. dubna 1560)
- Kristián I. Saský (29. října 1560 – 25. září 1591), saský kurfiřt od roku 1586 až do své smrti, ⚭ 1582 Žofie Braniborská (6. června 1568 – 7. prosince 1622)
- Marie (8. března 1562 – 6. ledna 1566)
- Dorotea (4. října 1563 – 13. února 1587), ⚭ 1585 Jindřich Julius Brunšvicko-Lüneburský (15. října 1564 – 30. července 1613), brunšvicko-lüneburský vévoda, administrátor biskupství Halberstadt a Minden
- Amalie (28. ledna 1565 – 2. července 1565)
- Anna (16. ledna 1567 – 27. ledna 1613), ⚭ 1586 Jan Kazimír Sasko-Koburský (12. června 1564 – 16. července 1633), rozvedli se v roce 1593
- August (23. října 1569 – 12. února 1570)
- Adolf (8. srpna 1571 – 12. března 1572)
- Friedrich (18. června 1575 – 24. ledna 1577)

## Vývod z předků
|               |                                        |  |                               |                                      |  |  |  |  |  |  |  | Dětřich Oldenburský |
|               |                                        |  |                               |                                      |  |  |  |  |  |  |  |                     |
|               | Kristián I. Dánský                     |  |                               |                                      |  |  |  |  |  |  |  |                     |
|               |                                        |  |                               |                                      |  |  |  |  |  |  |  |                     |
|               |                                        |  |                               | Helvig Holštýnsko-Rendsburská        |  |  |  |  |  |  |  |                     |
|               |                                        |  |                               |                                      |  |  |  |  |  |  |  |                     |
|               | Frederik I. Dánský                     |  |                               |                                      |  |  |  |  |  |  |  |                     |
|               |                                        |  |                               |                                      |  |  |  |  |  |  |  |                     |
|               |                                        |  |                               | Jan Braniborsko-Kulmbašský           |  |  |  |  |  |  |  |                     |
|               |                                        |  |                               |                                      |  |  |  |  |  |  |  |                     |
|               | Dorotea Braniborská                    |  |                               |                                      |  |  |  |  |  |  |  |                     |
|               |                                        |  |                               |                                      |  |  |  |  |  |  |  |                     |
|               |                                        |  |                               | Barbara Sasko-Wittenberská           |  |  |  |  |  |  |  |                     |
|               |                                        |  |                               |                                      |  |  |  |  |  |  |  |                     |
|               | Kristián III. Dánský                   |  |                               |                                      |  |  |  |  |  |  |  |                     |
|               |                                        |  |                               |                                      |  |  |  |  |  |  |  |                     |
|               |                                        |  |                               | Albrecht III. Achilles               |  |  |  |  |  |  |  |                     |
|               |                                        |  |                               |                                      |  |  |  |  |  |  |  |                     |
|               | Jan Cicero Braniborský                 |  |                               |                                      |  |  |  |  |  |  |  |                     |
|               |                                        |  |                               |                                      |  |  |  |  |  |  |  |                     |
|               |                                        |  |                               | Markéta Bádenská                     |  |  |  |  |  |  |  |                     |
|               |                                        |  |                               |                                      |  |  |  |  |  |  |  |                     |
|               | Anna Braniborská                       |  |                               |                                      |  |  |  |  |  |  |  |                     |
|               |                                        |  |                               |                                      |  |  |  |  |  |  |  |                     |
|               |                                        |  |                               | Vilém III. Saský                     |  |  |  |  |  |  |  |                     |
|               |                                        |  |                               |                                      |  |  |  |  |  |  |  |                     |
|               | Markéta Saská                          |  |                               |                                      |  |  |  |  |  |  |  |                     |
|               |                                        |  |                               |                                      |  |  |  |  |  |  |  |                     |
|               |                                        |  |                               | Anna Habsburská                      |  |  |  |  |  |  |  |                     |
|               |                                        |  |                               |                                      |  |  |  |  |  |  |  |                     |
| 'Anna Dánská' |                                        |  |                               |                                      |  |  |  |  |  |  |  |                     |
|               |                                        |  |                               |                                      |  |  |  |  |  |  |  |                     |
|               |                                        |  | Bernard II. Sasko-Lauenburský |                                      |  |  |  |  |  |  |  |                     |
|               |                                        |  |                               |                                      |  |  |  |  |  |  |  |                     |
|               | Jan V. Sasko-Lauenburský               |  |                               |                                      |  |  |  |  |  |  |  |                     |
|               |                                        |  |                               |                                      |  |  |  |  |  |  |  |                     |
|               |                                        |  |                               | Adelheid Pomořanská                  |  |  |  |  |  |  |  |                     |
|               |                                        |  |                               |                                      |  |  |  |  |  |  |  |                     |
|               | Magnus I. Sasko-Lauenburský            |  |                               |                                      |  |  |  |  |  |  |  |                     |
|               |                                        |  |                               |                                      |  |  |  |  |  |  |  |                     |
|               |                                        |  |                               | Fridrich II. Braniborský             |  |  |  |  |  |  |  |                     |
|               |                                        |  |                               |                                      |  |  |  |  |  |  |  |                     |
|               | Dorotea Braniborská                    |  |                               |                                      |  |  |  |  |  |  |  |                     |
|               |                                        |  |                               |                                      |  |  |  |  |  |  |  |                     |
|               |                                        |  |                               | Kateřina Saská                       |  |  |  |  |  |  |  |                     |
|               |                                        |  |                               |                                      |  |  |  |  |  |  |  |                     |
|               | Dorotea Sasko-Lauenburská              |  |                               |                                      |  |  |  |  |  |  |  |                     |
|               |                                        |  |                               |                                      |  |  |  |  |  |  |  |                     |
|               |                                        |  |                               | Vilém II. Brunšvicko-Wolfenbüttelský |  |  |  |  |  |  |  |                     |
|               |                                        |  |                               |                                      |  |  |  |  |  |  |  |                     |
|               | Jindřich I. Brunšvicko-Wolfenbüttelský |  |                               |                                      |  |  |  |  |  |  |  |                     |
|               |                                        |  |                               |                                      |  |  |  |  |  |  |  |                     |
|               |                                        |  |                               | Alžběta ze Stolbergu-Wernigerode     |  |  |  |  |  |  |  |                     |
|               |                                        |  |                               |                                      |  |  |  |  |  |  |  |                     |
|               | Kateřina Brunšvicko-Wolfenbüttelská    |  |                               |                                      |  |  |  |  |  |  |  |                     |
|               |                                        |  |                               |                                      |  |  |  |  |  |  |  |                     |
|               |                                        |  |                               | Erik II. Pomořanský                  |  |  |  |  |  |  |  |                     |
|               |                                        |  |                               |                                      |  |  |  |  |  |  |  |                     |
|               | Kateřina Pomořanská                    |  |                               |                                      |  |  |  |  |  |  |  |                     |
|               |                                        |  |                               |                                      |  |  |  |  |  |  |  |                     |
|               |                                        |  |                               | Žofie Pomořanská                     |  |  |  |  |  |  |  |                     |
|               |                                        |  |                               |                                      |  |  |  |  |  |  |  |                     |